# Дендрометр

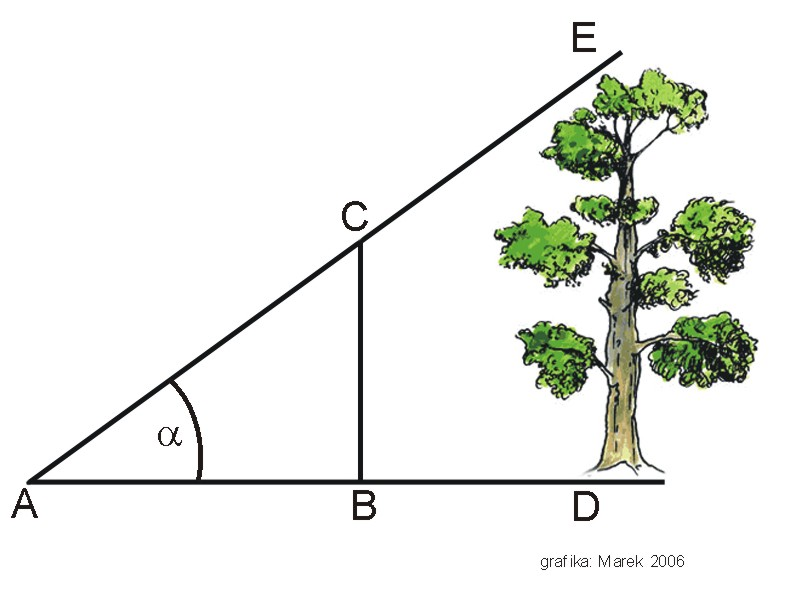
Тригонометрическое определение высоты

Дендро́метр — устройство для измерения дерева в толщину и высоту. Используется в дендрометрии.
Простейший дендрометр по сути представляет собой свернутый в кольцо штангенциркуль: вокруг ствола обкручивается плоская металлическая лента, концы которой прикрепляются к подвижной шкале Нониуса. Точность такого дендрометра — 0,1 мм. После установки дендрометра на дерево записывается первое показание, далее в течение одного или нескольких лет периодически снимаются очередные показания, разница между которыми позволяет определить прирост.
Более сложным является оптический штативный прибор. Этот тип прибора включает устройство для измерения диаметров и высотомер для определения на стволе мест измерения. Существуют также приборы, при помощи которых измерения осуществляются в автоматическом режиме и записываются на логгер.

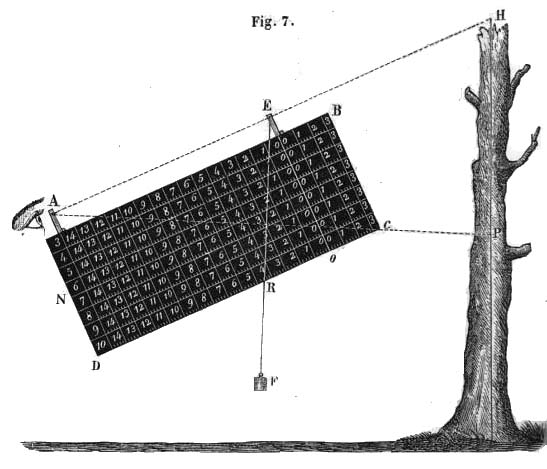
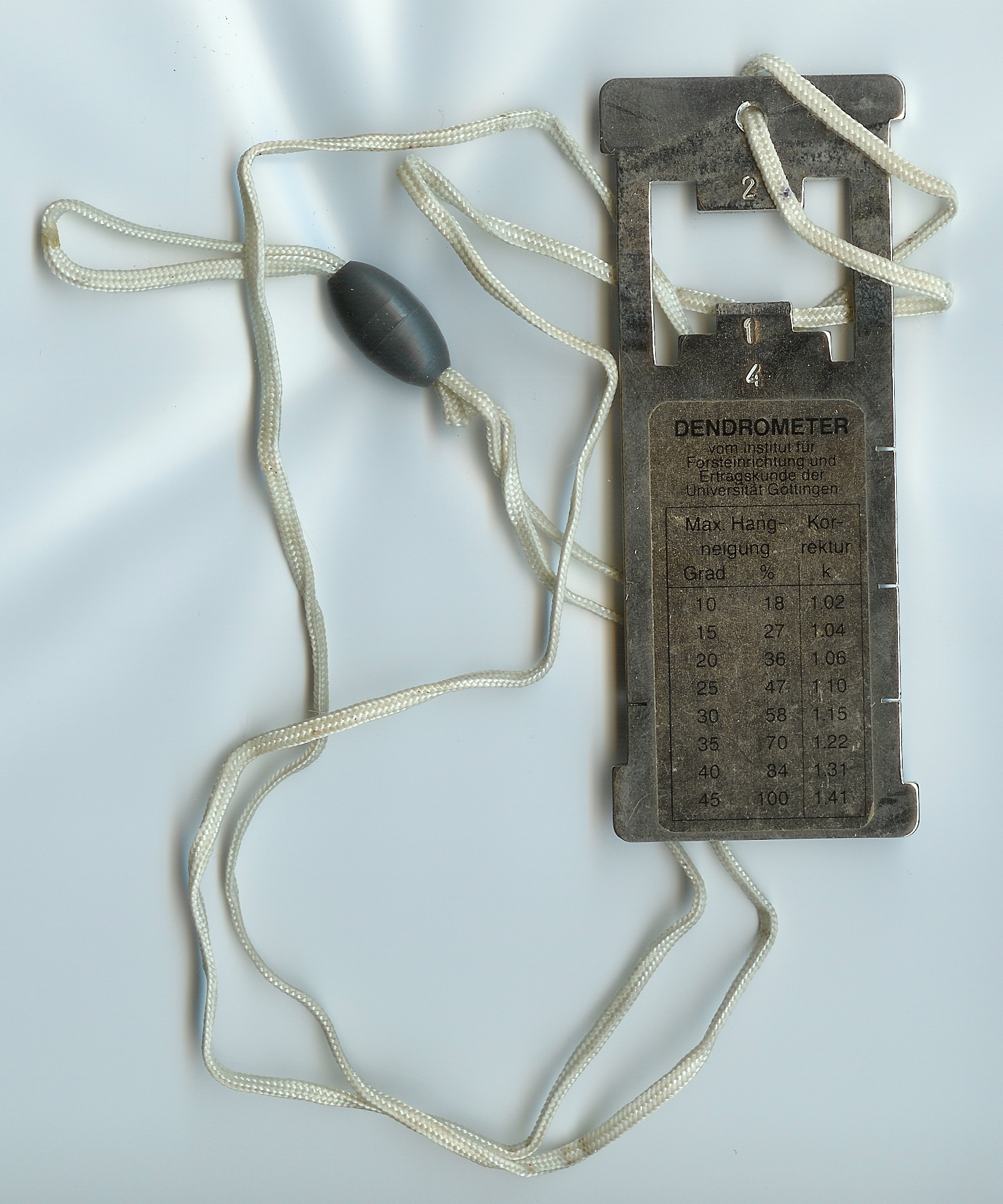
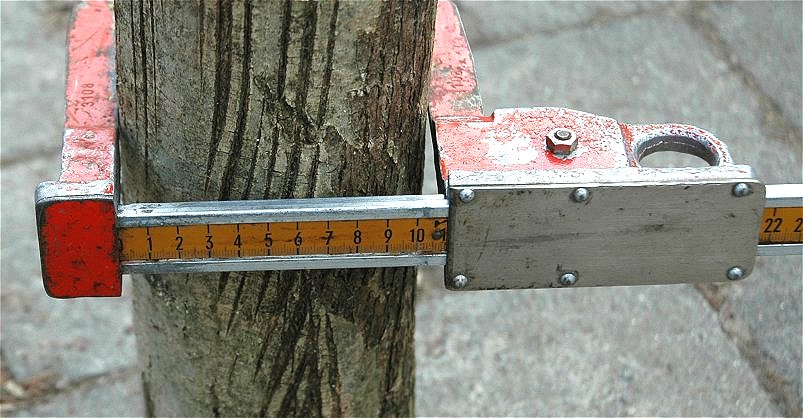
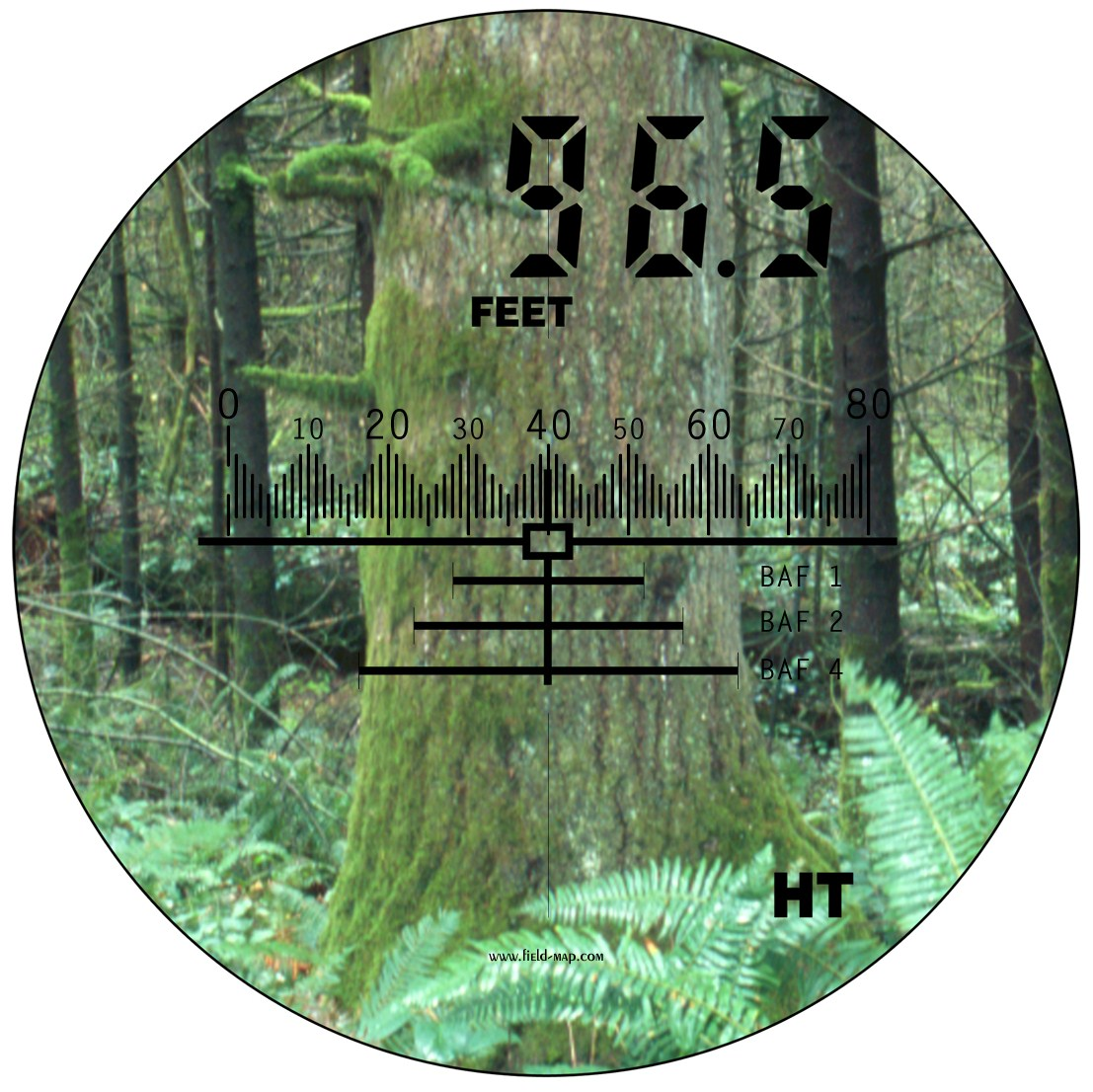
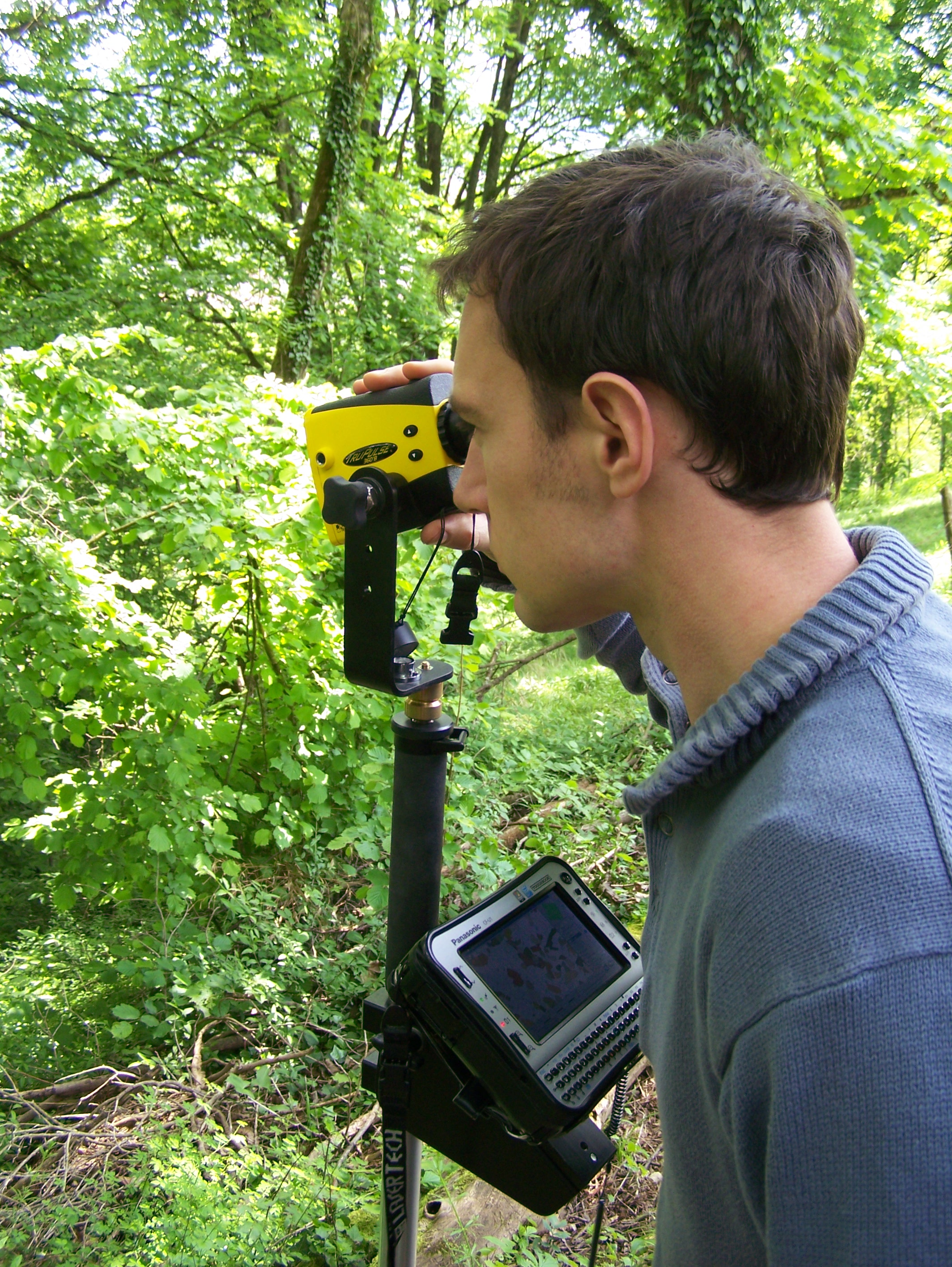